# Paul Schellander
Paul Schellander (* 5. November 1986 in Klagenfurt am Wörthersee) ist ein ehemaliger österreichischer Eishockeyspieler, der seine gesamte Karriere beim EC KAC in der Österreichischen Eishockey-Liga verbracht hat.

## Karriere
Paul Schellander begann seine Karriere bereits in sehr frühen Jahren in den diversen Nachwuchs- und Aufbaumannschaften des EC KAC und schaffte nach mehreren Kurzeinsätzen in der Saison 2005/06 endgültig den Sprung in die Kampfmannschaft. Seither gehört er zum Stammpersonal des Clubs. Seine bisher beste Saison absolvierte er in der Spielzeit 2008/09, in der er insgesamt 37 Scorerpunkte in 69 Partien erzielte und mit dem Club auch den Meistertitel errang. Im Jahr darauf musste er jedoch aufgrund einer Schulterverletzung beinahe die halbe Saison pausieren und brachte es auf nur 36 Einsätze. 
Im Dezember 2007 und im Februar 2009 wurde er zum EBEL-YoungStar des Monats gewählt.
2014 beendete er seine Karriere und nahm ein Studium in Wien auf.

## Erfolge und Auszeichnungen
- 2004 Österreichischer Meister mit dem EC KAC
- 2009 Österreichischer Meister mit dem EC KAC
- 2013 Österreichischer Meister mit dem EC KAC